# Anochetus graeffei
Anochetus graeffei är en myrart som beskrevs av Mayr 1870. Anochetus graeffei ingår i släktet Anochetus och familjen myror. Inga underarter finns listade i Catalogue of Life.

## Bildgalleri

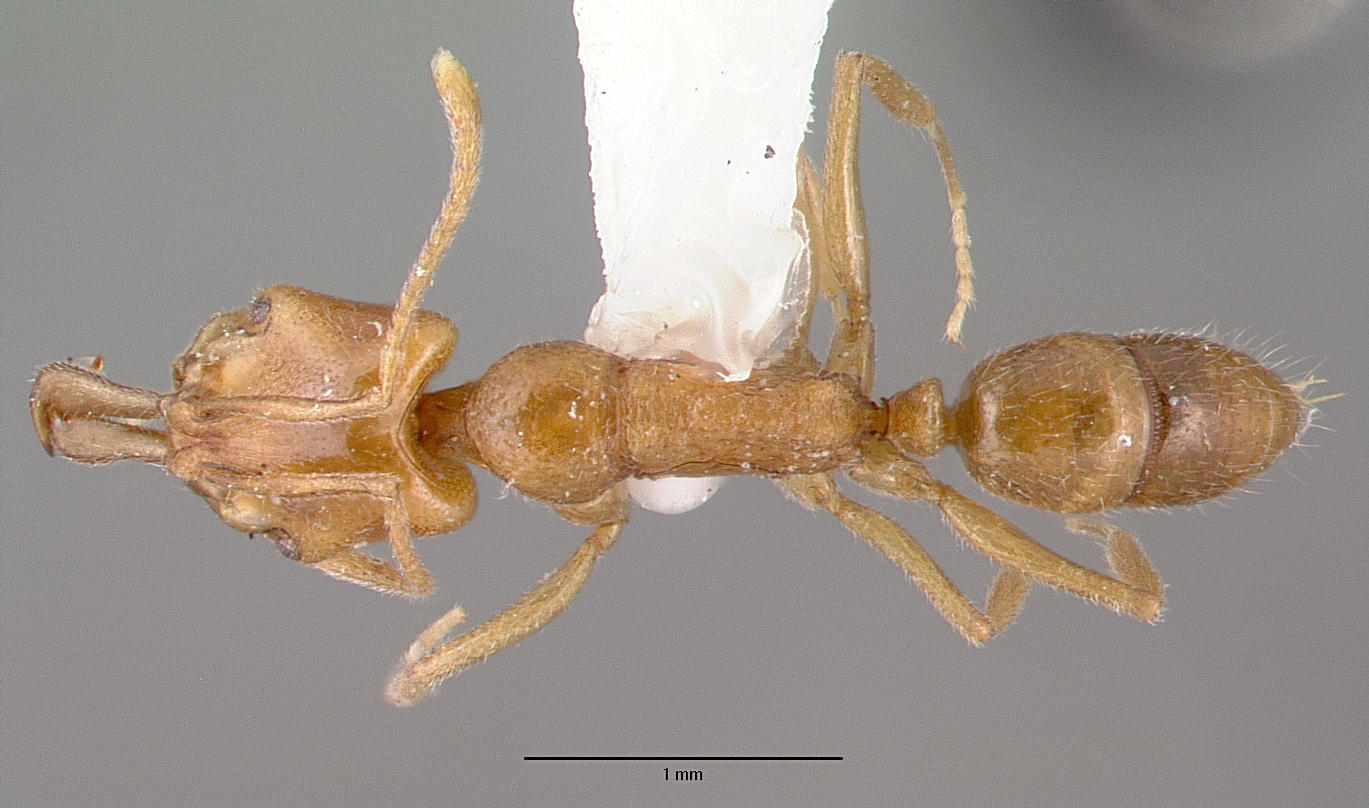
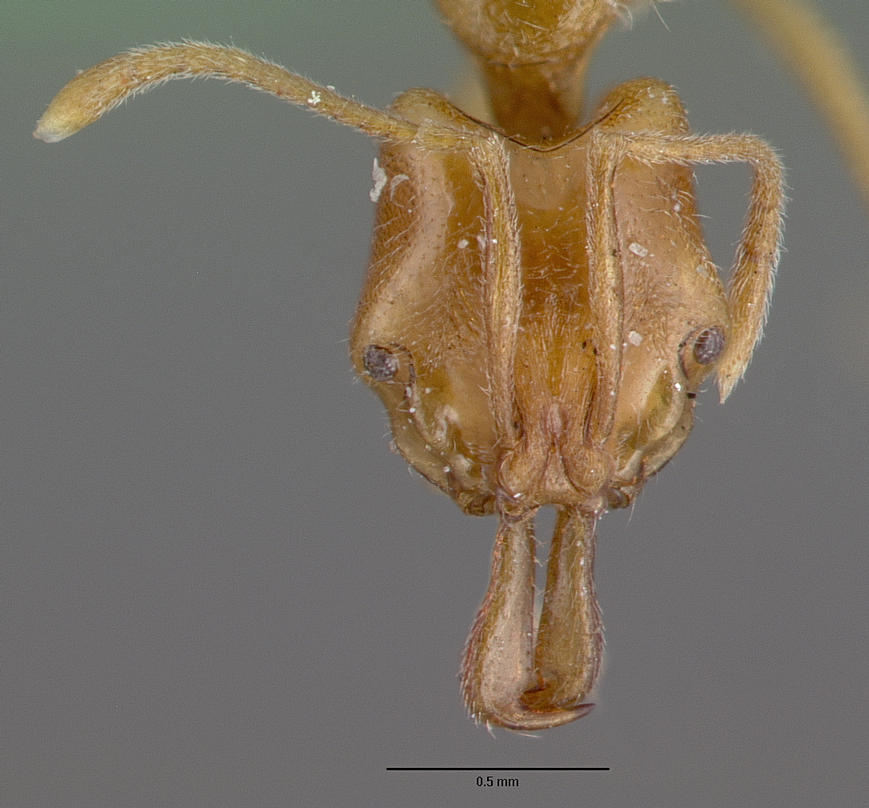
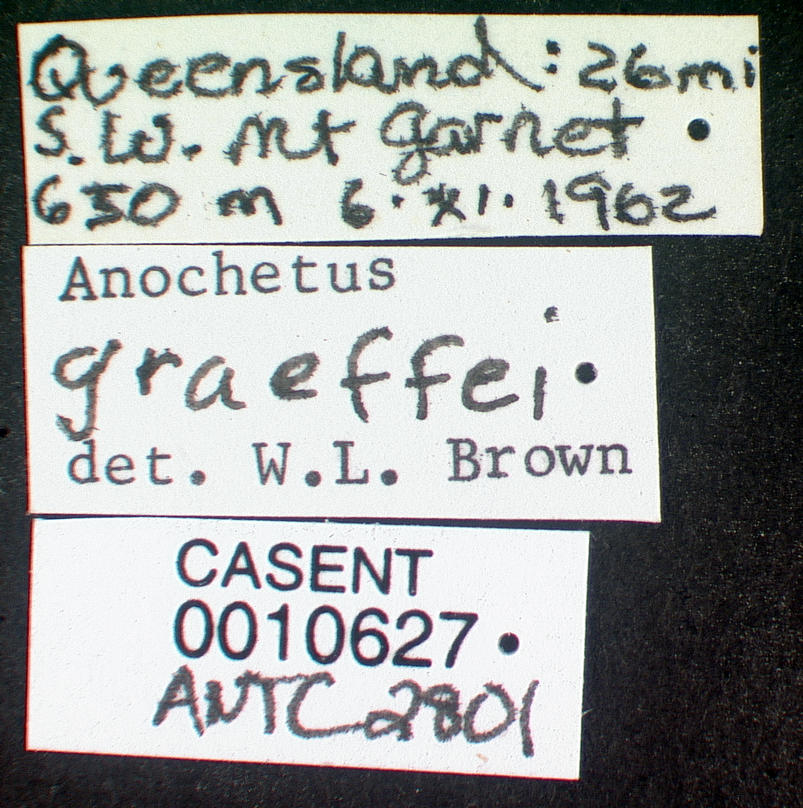
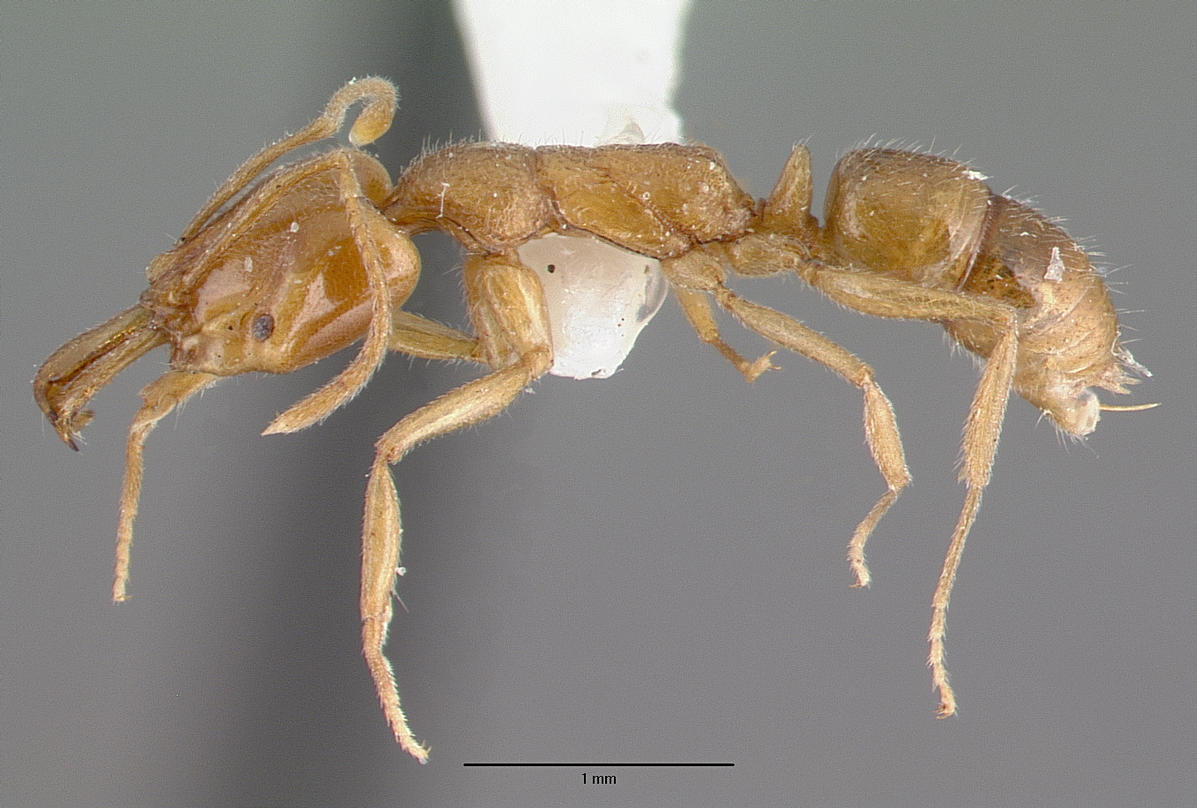
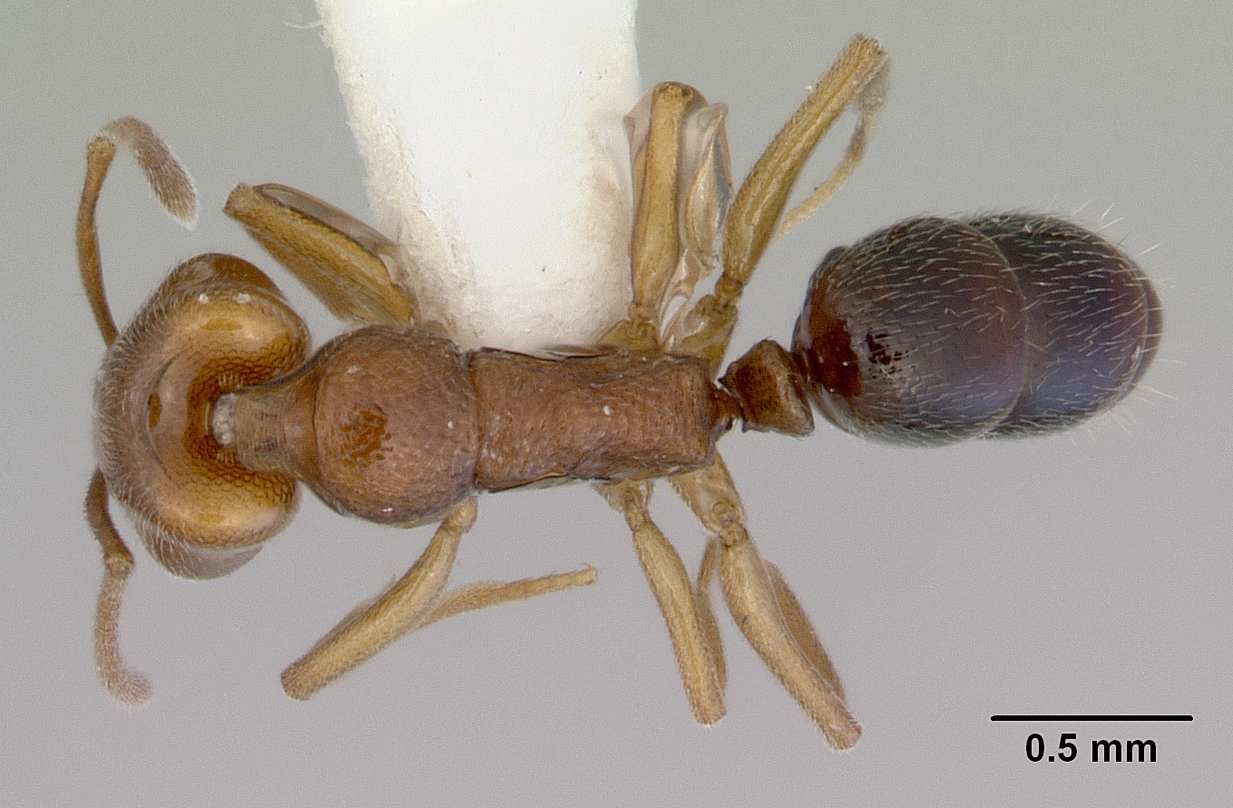
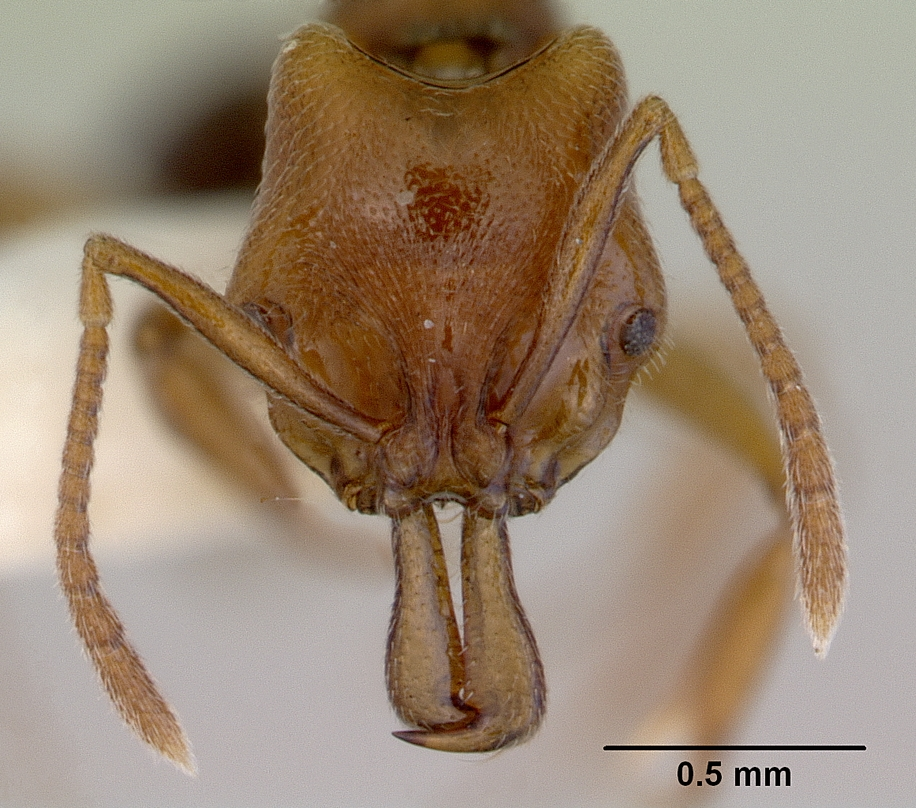